# Leseranalyse Entscheidungsträger in Wirtschaft und Verwaltung
Die Leseranalyse Entscheidungsträger in Wirtschaft und Verwaltung (LAE) ist die wichtigste Markt-Media-Studie Deutschlands für die Business-to-Business-Kommunikation. Sie bringt Licht in die Abläufe von Investitionsentscheidungen und macht die Mediennutzung von Entscheidungsträgern transparent.

## Herausgeber
LAE e.V. (Mitglieder aus Agenturen und Verlagen)

## Grundgesamtheit
Grundgesamtheit der LAE sind über zwei Millionen Entscheidungsträger, die sich aus folgenden Berufsgruppen zusammensetzen:
- Selbständige mit mindestens 6 Beschäftigten
- Freie Berufe mit mindestens einem Beschäftigten
- Leitende Angestellte in verantwortlicher Tätigkeit und/oder mit Entscheidungsbefugnissen und mit einem persönlichen Netto-Einkommen von mindestens 3.000 Euro
- Beamte ab Besoldungsgruppe A 14

## Stichprobe
Die LAE verwendet eine nach dem Quoten-Auswahlverfahren angelegte Personenstichprobe, bei der mehr als 8.000 Entscheidungsträger befragt werden. Zum Einsatz kommen vorwiegend CAPI / CASI-Interviews (Computer Assisted Personal / Self Interviews). Bei schwer erreichbaren Teil-Zielgruppen werden auch CATI-Interviews (Computer Assisted Telephone Interviews) durchgeführt.

## Inhalte
- Berufsbezogene Basisdaten
- Unternehmensinformationen
- Entscheidungskompetenzen
- Bürokommunikation und Elektronik
- Fuhrpark
- Geschäftsreisen/Messen
- Finanzen
- Leasing
- Nachhaltigkeit
- Sponsoring/Corporate Social Responsibility
- Soziodemografie
- Mediennutzung

## Erhobene Medien
Die LAE 2012 weist die Reichweiten von 24 Zeitungen und Zeitschriften sowie deren Online-Angeboten aus. Neu abgefragt wurde auch die Nutzung von Tablet-PC-Apps. Erhoben werden nur Titel, deren journalistisches Angebot die Bereiche Wirtschaft und Politik als wesentlichen Bestandteil hat und die bei leitenden Angestellten, höheren Beamten, Selbständigen und freien Berufen einen weit überdurchschnittlichen Leseranteil haben.